# Maria Alice Marto
Maria Alice Marto (Fátima, 8 de março de 1935) é uma chef de cozinha portuguesa, a primeira mulher portuguesa galardoada com uma Estrela Michelin e considerada uma das grandes referências da cozinha portuguesa.

## Biografia
Aos 13 anos, Maria Alice é mandada para Lisboa pelo seu pai, António Marto, com a pretensão de a afastar de José Gomes Reis que se tornaria, mais tarde, seu marido. Só estaria nesta cidade um ano porque aos 14 anos é colocada, também pelo seu pai, no Colégio Andaluz, em Santarém. Maria Alice vive até aos 21 anos de idade nesse colégio de freiras e quando sai casa-se por procuração com José Gomes Reis que havia emigrado para Moçambique. Muda-se para Moçambique onde vive durante dezassete anos e é lá que aprende a cozinhar com um livro de receitas que tinha do trazido do Colégio. Maria Alice regressa a Portugal com os seus seis filhos, em 1973, e, mais tarde, acaba por ser mãe da sua sétima filha.
Após a morte do seu pai, e numa propriedade que herdou deste, Maria Alice, influenciada pelo sobrinhos e filhos, abre o restaurante Tia Alice, em Fátima, a 21 de outubro de 1988, com 53 anos de idade. O restaurante de comida tradicional portuguesa ganha popularidade após duas críticas gastronómicas, uma de José Quitério, no Jornal Expresso e outra de David Lopes Ramos, no Jornal Público, sendo frequentado por diversos políticos, artistas e arquitectos portugueses e estrangeiros.

## Reconhecimentos
Maria Alice foi ao longo dos anos reconhecida com diversos prémios e distinções:
- Em 1993 recebe a Estrela Michelin que mantém durante 3 anos consecutivos;
- Em 2020 o Guia Boa Cama, Boa Mesa, do Jornal Expresso atribuiu-lhe o Garfo de Ouro e a distinção Mesa com Mérito;
- Em 2021 é galardoada com o Prémio Carreira, pelo Jornal Região de Leiria,
- A 30 de maio de 2022 foi condecorada pelo Presidente da República portuguesa com o Grau de Oficial da Ordem do Mérito Empresarial, Classe do Mérito Industrial;
- A 24 de maio de 2023 é homenageada pelo Rotary Club de Fátima, numa cerimónia presidida pelo Presidente da República Portuguesa, Marcelo Rebelo de Sousa;
- Em 2024 foi distinguida com o TheFork Award;

José Saramago referiu que devia ser criado o Prémio Nobel da Gastronomia em homenagem a Maria Alice Marto.